# Episodi di Pennyworth (prima stagione)
La prima stagione della serie televisiva Pennyworth, composta da 10 episodi, viene trasmessa negli Stati Uniti su Epix dal 28 luglio al 29 settembre 2019.
In Italia, la stagione è stata distribuita inizialmente in lingua originale e sottotitolata il 25 ottobre 2019 su Starz Play, e successivamente aggiunto il doppiaggio in italiano. Viene trasmessa in chiaro su WarnerTV a partire dal 10 marzo 2025.  
| n° | Titolo originale        | Titolo italiano            | Prima TV USA      | Pubblicazione Italia |
| -- | ----------------------- | -------------------------- | ----------------- | -------------------- |
| 1  | Pilot                   | Pilot                      | 28 luglio 2019    | 25 ottobre 2019      |
| 2  | The Landlord's Daughter | La figlia del proprietario | 4 agosto 2019     | 25 ottobre 2019      |
| 3  | Martha Kane             | Martha Kane                | 11 agosto 2019    | 25 ottobre 2019      |
| 4  | Lady Penelope           | Lady Penelope              | 11 agosto 2019    | 25 ottobre 2019      |
| 5  | Shirley Bassey          | Shirley Bassey             | 18 agosto 2019    | 25 ottobre 2019      |
| 6  | Cilla Black             | Cilla Black                | 25 agosto 2019    | 25 ottobre 2019      |
| 7  | Julie Christie          | Julie Christie             | 8 settembre 2019  | 25 ottobre 2019      |
| 8  | Sandie Shaw             | Sandie Shaw                | 15 settembre 2019 | 25 ottobre 2019      |
| 9  | Alma Coogan             | Alma Coogan                | 22 settembre 2019 | 25 ottobre 2019      |
| 10 | Marianne Faithful       | Marianne Faithful          | 29 settembre 2019 | 25 ottobre 2019      |